# 细髭拟隆胎鳚
細髭擬隆胎鳚（學名：Emblemariopsis leptocirris），為輻鰭魚綱鳚形目煙管鳚科擬隆胎鳚屬的一種，分布於中西大西洋墨西哥猶加敦半島至巴拿馬、多明尼加、波多黎各、開曼群島、維京群島海域，深度5至20公尺，本魚體延長，頭短鈍，鼻子有一對光滑的骨脊，眼上方有觸鬚，口腔頂部前部有5-6 顆小牙齒，頂部兩側各有1排6-7顆牙齒，無側線、無鱗片，背鰭硬棘19-21枚、背鰭軟條10-14枚、臀鰭硬棘2枚、臀鰭軟條20-24枚，雌魚半透明，帶有紅色、橙色或粉紅色斑紋，頭部下部有深色斑點，頭頂中央有一個粉紅色斑點，胸鰭基部前有深色斑點或條紋，前背棘凸起，白色，有1-4條深色條紋；雄魚頭部黑色，有時鰓蓋上有白色斑點，胸鰭黑色；背鰭前部有約5根黑色的棘，帶有細的白色邊緣，黑色向身體後部和背鰭逐漸褪色，體長可達2.2公分，棲息在珊瑚礁海域，通常躲在珊瑚內，以浮游動物為食，雌魚產附著性卵，由雄魚守護魚卵，生活習性不明。